# Förnyelsebar energi i Spanien

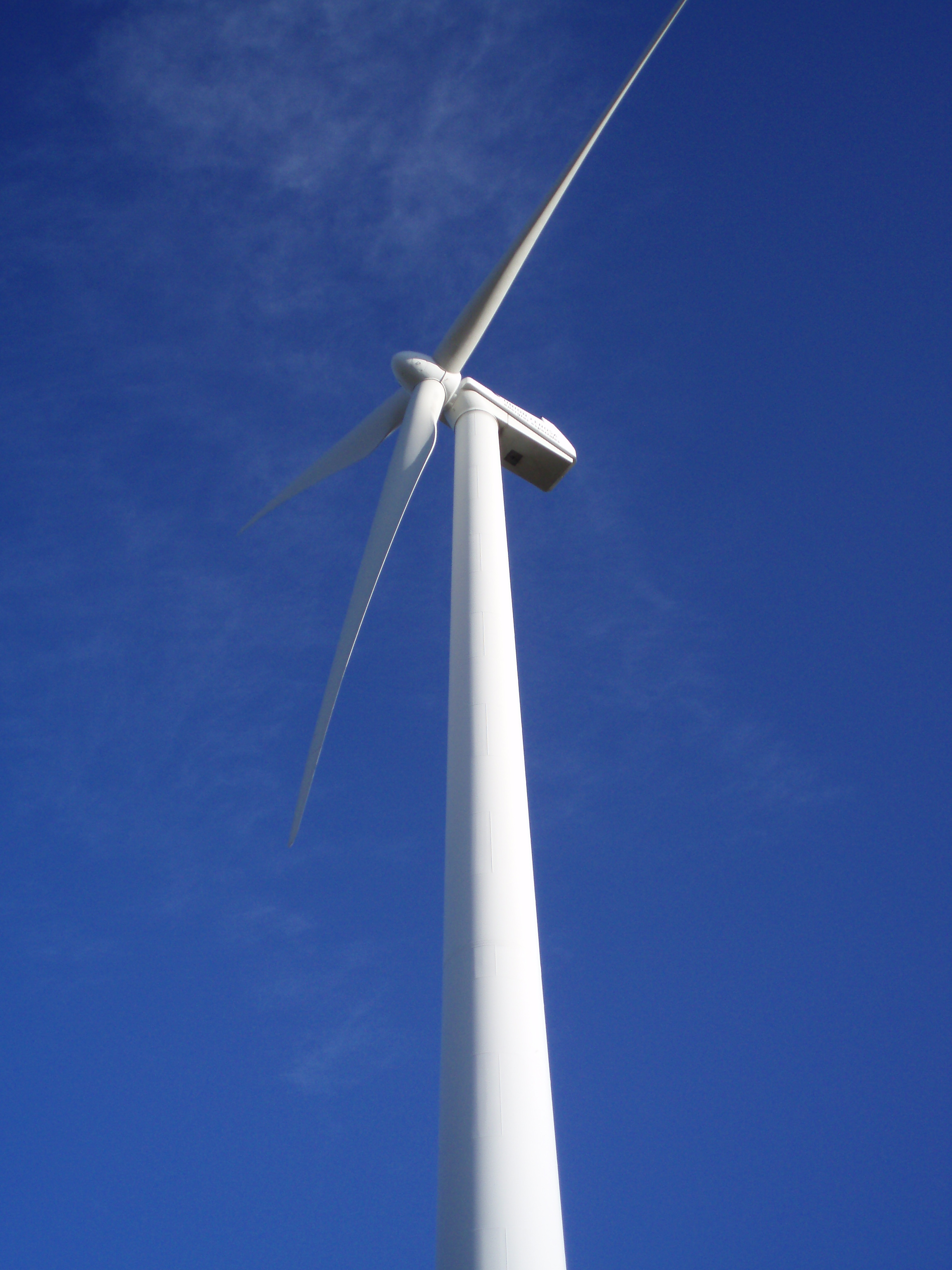
En vindturbin i Spanien tillhörande Unión Fenosa

Förnyelsebar energi i Spanien står för en mindre, men ökande andel av landets totala energiförsörjning. 

## Vindkraft
Spanien är världens tredje största producent av vindkraft efter USA och Tyskland, med en installerad effekt på 20.661 MW (april 2011).

## Solkraft
2005 blev Spanien det första landet i Europa att kräva installation av solfångare i nya byggnader och det andra landet i världen efter Israel att kräva installation av vattensystem värmda genom solenergi.

## Batterilagringssystem
Batterilagringssystem (BESS) håller på att bli en nyckelkomponent i Spaniens energitransition, eftersom de bidrar både till att hantera marknadsvolatilitet och till att stabilisera elnätet. Den 28 april kopplades det iberiska elnätet bort från det europeiska nätet på bara fem sekunder, vilket orsakade ekonomiska förluster på upp till 4,5 miljarder euro. Händelsen visade tydligt hur viktigt ett motståndskraftigt elsystem är. Företag som Iberdrola och Solaria driver nu på utvecklingen av hybridprojekt med solenergi och batterier, för att motverka effekterna av överproduktion och pressade elpriser. Solaria har inlett åtta nya projekt för batterilagring i Castilla y León och Castilla-La Mancha.

## Produktion
Produktion av förnyelsebar energi efter källa och region: 
| Autonom region      | Vattenkraft | Vindkraft | Solkraft | Bioenergi | Solid waste power | Totalt förnyelsebart | Total efterfrågan | % Förnyelsebart av total efterfrågan på elektricitet |
| ------------------- | ----------- | --------- | -------- | --------- | ----------------- | -------------------- | ----------------- | ---------------------------------------------------- |
| Kastilien och León  | 6960        | 3840      | 14       | 274       | 87                | 11175                | 15793             | 70.8%                                                |
| Galicien            | 7561        | 5970      | 1        | 242       | 317               | 14091                | 20279             | 69.5%                                                |
| La Rioja            | 124         | 897       | 1        | 3         | 2                 | 1027                 | 1860              | 55.2%                                                |
| Aragón              | 3073        | 3342      | 1        | 63        | 8                 | 6487                 | 11885             | 54.6%                                                |
| Navarra             | 379         | 2248      | 28       | 269       | 0                 | 2924                 | 5401              | 54.1%                                                |
| Extremadura         | 2244        | 0         | 1        | 0         | 0                 | 2245                 | 5076              | 44.2%                                                |
| Kastilien-La Mancha | 710         | 3935      | 8        | 99        | 34                | 4786                 | 12686             | 37.7%                                                |
| Asturien            | 1680        | 357       | 0        | 221       | 400               | 2658                 | 12391             | 21.5%                                                |
| Cantabria           | 875         | 0         | 0        | 11        | 41                | 927                  | 5693              | 16.3%                                                |
| Katalonien          | 3223        | 301       | 7        | 77        | 241               | 3849                 | 48498             | 7.9%                                                 |
| Andalusien          | 946         | 1042      | 5        | 728       | 0                 | 2721                 | 40737             | 6.7%                                                 |
| Baskien             | 336         | 339       | 3        | 55        | 326               | 1059                 | 20934             | 5.1%                                                 |
| Valencia            | 1041        | 266       | 13       | 55        | 0                 | 1375                 | 27668             | 5.0%                                                 |
| Kanarieöarna        | 0           | 288       | 0        | 0         | 0                 | 288                  | 9372              | 3.1%                                                 |
| Balearerna          | 0           | 5         | 0        | 0         | 133               | 138                  | 6235              | 2.2%                                                 |
| Murcia              | 65          | 93        | 6        | 12        | 0                 | 176                  | 8334              | 2.1%                                                 |
| Madrid              | 83          | 0         | 8        | 58        | 330               | 479                  | 30598             | 1.6%                                                 |
| Ceuta & Melilla     | 0           | 0         | 0        | 0         | 2                 | 2                    | 391               | 0.5%                                                 |
| SPAIN               | 29301       | 22924     | 97       | 2167      | 1921              | 56410                | 283829            | 19.9%                                                |